# Parque nacional Kasungu
El Parque Nacional Kasungu es un parque nacional en Malaui. Se encuentra al oeste de Kasungu, aproximadamente a 175 km de Lilongüe, extendiéndose sobre la frontera con Zambia.